# Вајтхол (Њујорк)
Вајтхол (енгл. Whitehall) град је у америчкој савезној држави Њујорк.

## Демографија
По попису из 2010. године број становника је 2.614, што је 53 (-2,0%) становника мање него 2000. године.
| Група             | 2000.         | 2010.         |
| Белци             | 2.602 (97,6%) | 2.493 (95,4%) |
| Афроамериканци    | 6 (0,2%)      | 12 (0,5%)     |
| Азијати           | 2 (0,1%)      | 8 (0,3%)      |
| Хиспаноамериканци | 44 (1,6%)     | 65 (2,5%)     |
| Укупно            | 2.667         | 2.614         |